# Maserati 222 SE

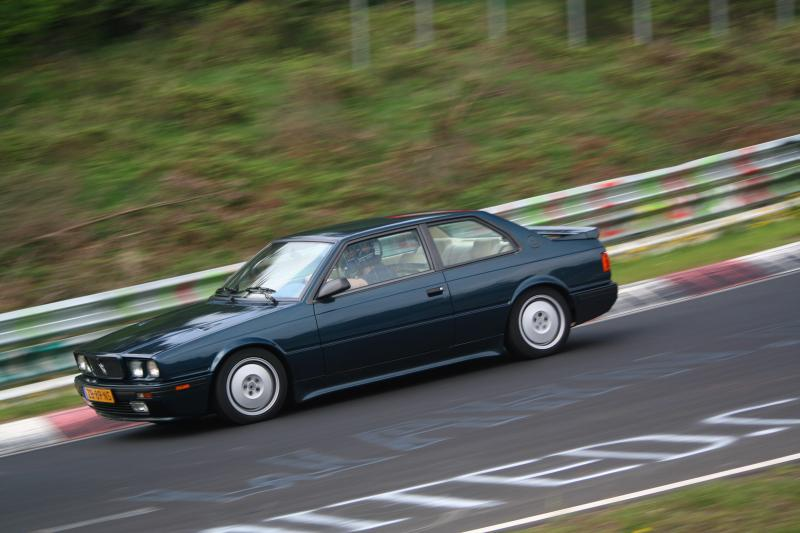
Maserati 222 SE uit 1991 op de Nürburgring Nordschleife (april 2006)

De Maserati 222 SE is een sportwagen van het Italiaanse automerk Maserati. Het model werd geproduceerd tussen 1990 en 1993. De Maserati 222 SE kwam in 1990, twee jaar na de introductie van de 222, op de markt. De typeaanduiding SE staat voor Sport Export. Het is de sportievere versie van de 222 in de traditie van de Biturbo S. De vernieuwde bumpers maken de auto optisch iets langer dan de Biturbo 222. Het interieur bestaat uit een mix van hout, leder en alcantara. De auto is standaard voorzien van airco en centrale deurvergrendeling. Het is een van de eerste series waarin het traditionele gouden Maserati-klokje voorzien is van verlichting.

## Technische specificaties
De motor is de Biturbo 2.8 liter V6, voorzien van twee IHI-turbochargers via Weber electronic fuel injection. Met katalysator beschikt de auto over 225 pk, zonder katalysator over 250 pk. De topsnelheid is 230 kilometer per uur. Klanten hadden keuze tussen een handgeschakelde versnellingsbak of een automaat.
Productieperiode: 1990-1993
Ontwerp: Maserati
Gewicht: 1210 kg
Topsnelheid: 230 km/u
Motor type: voorin, V6 90° "V"
Boring en slag: 94x67 mm
Cilinderinhoud: 2790 cc
Compressie: 7,8:1
Motorvermogen: 250 pk bij 5500 rpm
Cilinders: 3 kleppen per cilinder met overhead nokkenas
Inspuiting: 2 IHI turbocompressors en Weber Multi Point elektronische injectie
Ontsteking: enkelvoudig, elektronisch
Smering: Forced, met delivery pomp
Aandrijving: achterwielen
Schakelen: Dry single plate
Versnelling: ZF 5-speed met achteruit (dogleg schakelpatroon)
Frame: Integral body
Onderstel - voor: onafhankelijk, McPherson-type, anti-roll bar, coil springs, double-action telescopic schokdempers
Onderstel - achter: onafhankelijk, coil springs, double-action telescopic schokdempers
Remmen: schijfremmen - voor zelfventilerend - hydraulische met booster
Wielbasis: 2514 mm
Sporing: 1442 mm voor, 1450 mm achter
Bandenmaat: 205/60 VR14 rondom
0/100 km/u: 6,20 s

## Productie
Volgens de fabriek zijn de originele kleuren rood, zilver en zwart. In Nederland is er een exemplaar origineel in het blauw geleverd, dit blijkt uit de gegevens van de RDW (kenteken ZB-89-NS) en de originele aankoopfactuur van importeur Hessing. Van de 222 SE en 222 SR samen zijn er volgens Maserati slechts 210 stuks gemaakt.

## Waarde
De nieuwprijs van een 222 SE lag rond de honderdvijfentwintigduizend gulden, volgens de prijslijst van importeur Hessing. De huidige waarde van een Maserati Biturbo wordt voor het grootste gedeelte bepaald door een combinatie van de optische staat van de Biturbo en de aantoonbare onderhoudshistorie. Anno 2011 ligt de waarde van een 222 SE in een goede optische staat, met aantoonbare onderhoudshistorie, rond tienduizend euro bij erkende Maserati specialisten als Franco Auto en Auto Forza. Indien de auto een volledige motorrevisie heeft gehad en in perfecte originele of gerestaureerde staat verkeert, dan kan de waarde gemakkelijk verdubbelen. Via veilingsites worden ze incidenteel aangeboden voor minder dan tienduizend euro. Deze exemplaren zijn dan vaak alleen geschikt voor onderdelen of restauratie.

## Onderhoud
Onderdelen voor een Biturbo zijn lastig te verkrijgen, omdat Maserati de productie van de onderdelen heeft gestaakt. Veel werk, zoals het afstellen van de kleppen, dient door ervaren specialisten verricht te worden. De techniek van de motor en bijvoorbeeld de elektronica is verfijnd en uitermate storingsgevoelig, blijkt uit de vele topics op fora van de Maserati Club Holland en MaseratiChat. Normale onderhoudsintervallen zijn iedere vijduizend kilometer een kleine beurt en iedere tienduizend kilometer een grote beurt. De distributieriem dient iedere zestigduizend kilometer vervangen te worden, hetgeen een dag werk is.